# Paula Cox

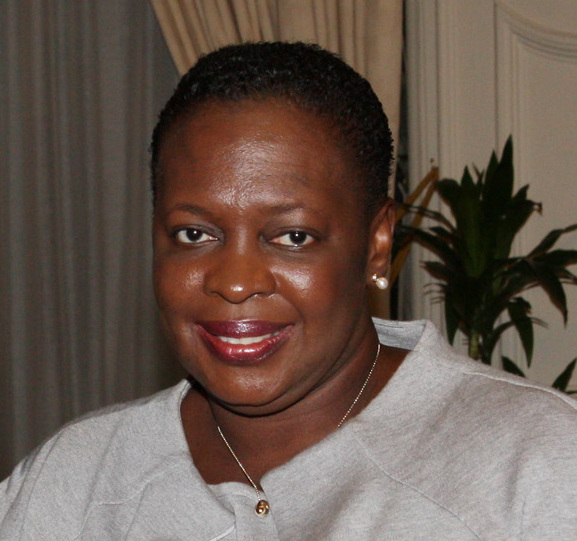
Paula Cox (2010)

Paula A. Cox CBE (* 1964) ist eine bermudische Politikerin der Progressive Labour Party (PLP), die unter anderem zwischen 2010 und 2012 Premierministerin war.

## Leben
Nach dem Sieg der Progressive Labour Party den Wahlen zum Versammlungshaus (House of Assembly) am 10. November 1998 wurde Paula Cox von Premierministerin Jennifer M. Smith zu Ministerin für Arbeit, Inneres und öffentliche Sicherheit ernannt. Nach einer Umbildung der Regierung übernahm sie von 2002 bis 2004 das Amt der Bildungsministerin und fungierte zugleich zwischen 2002 und 2003 als Ministerin für Entwicklung. Trotz des Sieges der PLP bei den Wahlen vom 24. Juli 2003 wurde Jennifer Smith fünf Tage nach der Wahl am 29. Juli 2003 als Premierministerin und Vorsitzende der PLP durch den bisherigen Minister für öffentliche Arbeiten und Ingenieurwesen Alex Scott abgelöst. Bei diesem Parteitreffen wurde sie selbst als mögliche Nachfolgerin von Smith genannt, verzichtete jedoch auf dieses Amt.
Premierminister Scott ernannte Paula Cox daraufhin 2003 zur Generalstaatsanwältin und Justizministerin in dessen Kabinett. Zugleich übernahm sie 2003 kurzzeitig das Amt der Ministerin für Jugend, Sport, Freizeit und Kultur. Nachdem ihr Vater Eugene Cox im Januar 2004 verstorben war, übernahm sie von diesem das Amt der Ministerin für Finanzen und wirtschaftliche Entwicklung und bekleidete dieses fast neun Jahre lang bis Dezember 2012.
Nach dem Amtsantritt von Ewart Brown als Nachfolger von Scott in den Funktionen als Premierminister und Vorsitzender der PLP am 30. Oktober 2006 wurde Paula Cox von diesem als Ministerin für Finanzen und wirtschaftliche Entwicklung bestätigt. Zugleich übernahm sie zwischen 2006 und 2010 die Funktionen als Vize-Premierministerin und war als solche bei Abwesenheiten von Brown mehrmals kommissarische Premierministerin. Ferner war sie zwischen 2006 und 2010 auch Vizevorsitzende der PLP.
Am 29. Oktober 2010 wurde Paula Cox schließlich Nachfolgerin von Ewart Brown als Premierministerin und Vorsitzende der PLP. Zugleich übernahm sie in ihrem Kabinett auch weiterhin das Amt als Ministerin für Finanzen und wirtschaftliche Entwicklung. Bei den Wahlen vom 17. Dezember 2012 erlitt sie mit ihrer PLP jedoch eine empfindliche Niederlage. Aus diesen Wahlen ging die One Bermuda Alliance hervor, die aus einem Zusammenschluss der United Bermuda Party mit der Bermuda Democratic Alliance 2011 entstanden war. Diese Allianz errang 15.949 Stimmen (51,68 Prozent) und konnte ihr Ergebnis um fünf Mandate auf 19 Sitze verbessern. Die Progressive Labour Party kam nur auf 14.218 Wählerstimmen (46,07 Prozent) und verlor fünf Mandate, so dass sie nur noch über 17 Sitze im House of Assembly verfügte. Paula Cox selbst verlor ihr Abgeordnetenmandat im Wahlkreis Devonshire North und schied dadurch nach 16 Jahren aus dem Parlament aus. Neuer Premierminister wurde daraufhin Craig Cannonier von der One Bermuda Alliance.
2014 wurde Paula Cox zum Commander des Order of the British Empire ernannt.